# Línguas crioulas do Golfo da Guiné
Os crioulos do Golfo da Guiné são as línguas crioulas faladas em países localizados na região do Golfo da Guiné, África, como São Tomé e Príncipe e ma ilha de Ano-Bom, na Guiné Equatorial, que tiveram uma substancial influência da língua portuguesa na gramática ou léxico. Elas se originaram nas antigas colônias de Portugal nessa região. Atualmente, existem quatro línguas crioulas distintas que faz parte dos crioulos do Golfo da Guiné: O são-tomense, o angolar (ambos falados principalmente na ilha de São Tomé), o principense (ilha do Príncipe) e o Fá d'Ambô (ilha de Ano-Bom). A inteligibilidade mútua entre estes quatro crioulos é limitada. Estas línguas crioulas são muito diferentes dos crioulos portugueses falados em Cabo Verde, Guiné-Bissau, Senegal e Gâmbia.

## História
Em 1485, aconteceu a primeira tentativa de povoamento da ilha de São Tomé, porém não teve o êxito planejado, por isso, o povoamento definitivo da ilha não se concretizou até 1493, com a chegada da frota do primeiro capitão-donatário, Álvaro de Caminha. A ilha do Príncipe foi doada em 1500, mas no testamento de Álvaro de Caminha, de 1499, há evidência da presença anterior de homens que foram enviados para lá a partir de São Tomé. O definitivo povoamento da ilha de Ano-Bom parece ter ocorrido entre 1543, quando a ilha estava deserta, segundo a documentação histórica, e 1565.
Existem duas fases diferentes na ocupação da ilha de São Tomé: a fase de habitação, que abarca o período do primeiro povoamento em 1485 até aos primórdios da introdução da cana-de-açúcar, em torno de 1515, e a fase de plantação, que ocorreu durante o período de 1515 até o final do século XVI. Acredita-se que a primeira fase, de povoação, foi determinante na rápida formação de um pidgin que resultou do contato entre povoadores portugueses e escravos africanos provenientes do delta do Níger, principalmente do antigo Reino de Benim. Este pidgin ter-se-ia expandido rapidamente, dando origem a uma língua plena, o proto-crioulo do Golfo da Guiné, que se ramificou com o passar tempo em regiões diferentes em quatro línguas distintas: o são-tomense, o angolar, o principense e o Fá d'Ambô. O são-tomense é a continuação direta do proto-crioulo e acredita-se que o angolar foi um crioulo que foi levado para o mato pelos escravos que fugiram das roças em São Tomé.
O impacto tipológico de línguas oriundas do delta do Níger, enquanto estrato africano primário na formação do proto-crioulo do Golfo da Guiné, é bem visível em todos os domínios (léxico, fonologia, sintaxe e, etc.). A contribuição do banto ocidental, nomeadamente do quicongo e do quimbundo, por outro lado, está intrinsecamente relacionado com a fase de plantação e a chegada maciça de escravos bantos em detrimento de escravos do delta do Níger. Por isso, alguns traços nos crioulos do Golfo da Guiné têm sido associados ao banto ocidental, especialmente a nível lexical e fonológico, resultam essencialmente do contato secundário. As diferenças que atualmente há entre estes quatro crioulos é devido ao seu relativo isolamento em diferentes momentos da história, ao efeito do contato posterior e ao processo da mudança interna. Apesar da tendência de afastamento no tempo e no espaço, porém, também houve algum contato entre estes crioulos ao longo dos séculos, especialmente entre o são-tomense e o angolar, que convivem na mesma ilha.
Ao longo da costa de Gana (antiga Costa do Ouro) também surgiu uma espécie crioulo português que foi falado por comerciantes nativos nos seus negócios com os europeus (holandeses, ingleses, franceses, dinamarqueses, suecos e, etc.) no decorrer dos séculos XVI, XVII e XVIII até mesmo após vários anos do abandono da Costa do Ouro pelos portugueses.

## Características
As ilhas de São Tomé, Príncipe e Ano Bom, foram descobertas pelos portugueses entre 1470 e 1471 mas só foram ocupadas apenas em 1485, 1500 e 1503, respectivamente.
No início do século XVI a ilha de São Tomé já era um entreposto de escravos onde originou-se o primeiro crioulo de base portuguesa desta região, o forro ou são-tomense. Nesse período também foram enviados escravos para as ilhas do Príncipe e Ano-Bom, para o trabalho forçado nas plantações, por isso, acredita-se que todos os crioulos do Golfo da Guiné foram provavelmente originados a partir do forro de São Tomé, tendo-se desenvolvido, na ilha do Príncipe, o principense ou lunguiê (língua da ilha) e em Ano-Bom o Anobonês ou Fá d’Ambô (falar de Ano Bom).
O são-tomense deve ter se estabilizado no final do século XVII, quando diminuiu o fluxo de escravos, tendo atingido uma forma muito próxima da atual forma. Durante o primeiro século os escravos eram levados principalmente do Benim onde se falavam as línguas cuás. Posteriormente recebeu influências do quicongo falado pelos escravos vindos do rio Congo.
Embora com menos expressão, subsiste, ainda, na ilha de São Tomé, um outro crioulo, o angolar. A comunidade angolar foi formada por escravos fujões do século XVI. O crioulo falado pelas primeiras gerações de angolares sofreu provavelmente uma relexificação à medida que a comunidade recebia novos escravos fujões falantes de línguas de origem banto, como o quimbundo, o edo e o quicongo.
O angolar e o são-tomense diferem principalmente no léxico e na fonologia e são bastante próximos na morfologia e na sintaxe o que sugere uma história comum durante as primeiras fases do seu desenvolvimento. O são-tomense tem um léxico maioritariamente derivado da língua portuguesa embora com influência das línguas cuás e bantas. O léxico do angolar inclui um número maios de origens africanas, principalmente do quimbundo.
O principense apresenta grandes afinidades com o forro, não só pela origem são-tomense dos primeiros escravos cuja língua serviu de modelo aos escravos posteriormente importados, mas também pela coincidência do substrato linguístico oriundo do banto e cuá.
Após a sua introdução na ilha de Ano-Bom, juntamente com os primeiros escravos vindos de São Tomé, o Fá d’Ambô desenvolveu-se isoladamente, com poucas influências do mundo exterior, já que os poucos brancos permaneciam na ilha por curtos períodos de tempo. Ele é um crioulo português particular, possui uma rara combinação de dialetos angolanos banto e português antigo, e é parecido com o crioulo de São Tomé. A ilha foi cedida aos espanhóis nos finais do século XVIII e faz parte desde 1968 da República da Guiné Equatorial. Devido a esse fato, no decorrer dos últimos cem anos o crioulo importou algumas palavras do espanhol. Hoje os anobonenses são bilíngues em Fá d’Ambô e espanhol. A língua portuguesa tornou-se na terceira língua oficial da Guiné Equatorial em 20 de julho de 2010.

## Situação atual
O português é a língua oficial de São Tomé e Príncipe e é falado como segunda língua por 95% da população do país. O são-tomense em 1999 era falado por 69 900 pessoas, o angolar em 1998 contava com 5 mil falantes e o principense tinha em 1999 um total 200 falantes.
O Fá d'Ambô em 2010 contava com uma população falante desta língua em torno de 5 mil indivíduos.